# (5381) Sekhmet
(5381) Sekhmet est un astéroïde Aton géocroiseur et cythérocroiseur. Il fut découvert le 14 mai 1991 par Carolyn Shoemaker à l'observatoire Palomar. Il fut nommé d'après Sekhmet, la déesse égyptienne de la guerre.
Sekhmet est probablement un astéroïde de type S et mesure environ 1,4 km de diamètre.
En mai 2005, une équipe d'astronomes de l'observatoire d'Arecibo a découvert qu'il posséderait une lune qui mesure 300 m de diamètre et qui orbite à environ 1,5 km de Sekhmet. L'existence de cette lune n'a pas encore été confirmée.